# 브렌트 쿡슨
브렌트 쿡슨(Brent Cookson, 1969년 9월 7일 ~ )은 전 KBO 리그 LG 트윈스의 외국인 선수였는데 2000년 영입한 테이텀이 개막전에서 3타수 3안타 2홈런 4타점으로 공격에서 화려한 신고식을 펼쳤고   수비에서 강한 어깨를 선보이며 맹활약했으나 전지훈련에서 당한  어깨 부상이 재발하여   타격감이 하락했고 급기야 허리 부상까지 당하여   한 달만에 퇴출되자 대체 용병으로 들어왔는데  12경기 동안 5홈런을 때려내며 괴력을 발휘했으나 손가락 부상으로 20경기 만에 퇴출됐고 한때 테이텀 재영입설이 있었지만  삼성에서 스미스가 웨이버 공시되며 스미스를 붙잡아 좌절됐다.
이후,   2002년 멕시칸리그 30경기에서 0.341 8홈런으로 고감도 타격 능력을 인정받아  같은 해 말 LG에 복귀했다.
그러나, 극심한 타고투저가 지배해 온 멕시칸리그 타격기록에 현혹된 데다 성실한 분석 없이 큰 스윙으로만 일관해 온 스타일이 배겨내기에 한국야구가 너무 세밀했던 탓인지 2003년 23경기 타율 0.214 2홈런에 그쳐  시즌 도중 퇴출됐다.
1. ↑  김세중 (2014년 4월 30일). “[기획] LG의 암흑기와 외국인 타자의 잔혹사! 그리고, 신이 된 사나이 페타신!”. 인벤. 2022년 10월 2일에 확인함.
2. ↑  연합 (2000년 3월 21일). “[프로야구]외국인선수 희비 쌍곡선”. 세계일보. 2022년 10월 2일에 확인함.
3. ↑  김세중 (2014년 4월 30일). “[기획] LG의 암흑기와 외국인 타자의 잔혹사! 그리고, 신이 된 사나이 페타신!”. 인벤. 2022년 10월 2일에 확인함.
4. ↑  유해길 (2000년 5월 16일). “[프로야구]양준혁, 연타석 홈런으로 회복세”. 세계일보. 2022년 10월 2일에 확인함.
5. ↑  유신모 (2000년 7월 28일). “스미스 LG행... 내달초부터 지명타자로”. 경향신문. 2022년 10월 2일에 확인함.
6. ↑  유신모 (2000년 7월 28일). “스미스 LG행... 내달초부터 지명타자로”. 경향신문. 2022년 10월 2일에 확인함.
7. ↑  연합뉴스 (2002년 12월 24일). “<프로야구소식> LG, 용병타자 브렌트 쿡슨 영입”. 연합뉴스. 2022년 10월 2일에 확인함.
8. ↑  연합뉴스 (2003년 5월 15일). “<프로야구소식> LG, 용병 쿡슨 퇴출”. 연합뉴스. 2022년 10월 2일에 확인함.